# 牻牛儿苗
牻牛儿苗（学名：Erodium stephanianum）为牻牛儿苗科牻牛儿苗属下的一个种。

## 外部連結
- 老鸛草 Laoguancao （页面存档备份，存于） 中藥材圖像數據庫 (香港浸會大學中醫藥學院)